# Чаплинська сільська рада (Петриківський район)
| Чаплинська сільська рада — колишній орган місцевого самоврядування у Петриківському районі Дніпропетровської області з адміністративним центром у с. Чаплинка. Сільській раді підпорядковані населені пункти: - с. Чаплинка - с. Улянівка |

## Склад ради
Рада складається з 16 депутатів та голови.

## Керівний склад сільської ради
| ПІБ                            | Основні відомості                                                                     | Дата обрання | Дата звільнення |
| ------------------------------ | ------------------------------------------------------------------------------------- | ------------ | --------------- |
| Хвостовська Світлана Дмитрівна | Сільський голова, 1963 року народження, освіта, позапартійна                          | 26.03.2006   | 31.10.2010      |
| Власенко Юрій Федорович        | Сільський голова, 1962 року народження, освіта середня загальна, член Партії регіонів | 31.10.2010   |                 |

Примітка: таблиця складена за даними джерела